# قورع
قورع أو غورا أو جورا هي منطقة مأهولة في منطقة ديبوب الإريترية في شمال شرق أفريقيا. تقع في وادي قورع ـ الذي يحمل اسمها ـ في الجنوب الشري من مناطق المرتفعات الإريترية، على بُعد حوالي 9 كيلومترات جنوب شرق ديكيمهاري وحوالي 32 كيلومترًا إلى جنوب الجنوب الشرقي من العاصمة أسمرة.

## التاريخ

### القرن 17
تطورت قورع كسوق منذ القرن السابع عشر الميلادي، وكانت تحتل موقعًا في طريق القوافل التي تربط بين شمال إثيوبيا وميناء مصوع على البحر الأحمر عبر نهري أليغيدي ومارب.

### القرن التاسع عشر
كان في كل من قورع وقياخور حصنان مصريان كبيران أثناء حملة الحبشة، وقد شهدت قورع انتصار الأحباش سنة 1876 على المصريين المتحصنين بحصن قورع. وقد كان القائد المصري راتب باشا ينوي البقاء في الحصن ويرى أن ذلك أكثر أمانًا من المواجهة المباشرة، غير أن رئيس أركانه الأمريكي لورنج باشا اتهمه بالخوف ودفعه إلى خوض مواجهة مباشرة، فدارت الدائرة على المصريين. وقد ألقى لورنج في كتابه «جندي كونفيدرالي في مصر» (الذي نشره في نيويورك سنة 1884، بعد تسريحه من الجيش الخديوي المصري) باللائمة على القادة المصريين، شاكيًا في الوقت ذاته من رفض القائد عثمان باشا مغادرة الحصن الثاني، ومفسرًا ترك راتب باشا لحصنه الآمن بأن «افتقاره إلى حسن التقدير حطمه الخوف الذليل تمامًا».